# The Class
The Class is een Amerikaanse televisieserie (sitcom) bedacht door David Crane en Jeffrey Klarik. De sitcom werd genomineerd voor een Emmy Award in juli 2007 in de categorie Outstanding Art Direction for a Multi-Camera Series. Op 15 mei 2007 werd bekendgemaakt dat er geen tweede seizoen van de serie gemaakt zou worden.

## Beschrijving
In The Class staat een groep van 8 mensen centraal die zo'n 20 jaar geleden met elkaar in de derde klas hebben gezeten. Ze ontmoeten elkaar weer op een feest dat georganiseerd is door een van de klasgenoten, Ethan Haas (Jason Ritter). Hij organiseerde dit feest om te vieren dat hij zijn geliefde in die klas ontmoet heeft. Tijdens het feest wordt hij echter gedumpt door haar te midden van de andere klasgenoten.
In de serie worden de levens van de personages gevolgd op verschillende locaties.

## Cast
| Personage        | Acteur/Actrice       |
| ---------------- | -------------------- |
| Nicole Allen     | Andrea Anders        |
| Duncan Carmello  | Jon Bernthal         |
| Kat Warbler      | Lizzy Caplan         |
| Richie Velch     | Jesse Tyler Ferguson |
| Lina Warbler     | Heather Goldenhersh  |
| Kyle Lendo       | Sean Maguire         |
| Holly Ellenbogen | Lucy Punch           |
| Ethan Haas       | Jason Ritter         |

### Terugkerende cast
| Personage        | Acteur/Actrice        |
| ---------------- | --------------------- |
| Tina Carmello    | Julie Halston         |
| Yonk Allen       | David Keith           |
| Perry Pearl      | Sam Harris            |
| Palmer Wyland    | Jaime King            |
| Fern Velch       | Sara Gilbert          |
| Aaron            | Cristián de la Fuente |
| Oprah Liza Pearl | Karley Scott Collins  |
| Benjamin Chow    | Trent Ford            |

## Episodes

### Seizoen 1 (2006-2007)
| #  | Episode                                   |
| -- | ----------------------------------------- |
| 1  | "The Class Reunites"                      |
| 2  | "The Class Visits a Hospital"             |
| 3  | "The Class Learns About Hurricanes"       |
| 4  | "The Class Blows The Whistle"             |
| 5  | "The Class Gets Frozen Yogurt"            |
| 6  | "The Class Goes Trick-or-Treating"        |
| 7  | "The Class Goes To a Bar"                 |
| 8  | "The Class Celebrates a Birthday"         |
| 9  | "The Class Gives Thanks"                  |
| 10 | "The Class Runs Into A Convenience Store" |
| 11 | "The Class Celebrates an Anniversary"     |
| 12 | "The Class Visits a Bad Neighbourhood     |
| 13 | "The Class Hits It"                       |
| 14 | "The Class Has To Go To A Stupid Museum"  |
| 15 | "The Class Eats Moroccan Chicken"         |
| 16 | "The Class Has a Snow Day"                |
| 17 | "The Class Springs a Leak"                |
| 18 | "The Class Rides a Bull"                  |
| 19 | "The Class Goes Back To The Hospital"     |